# Sarah Kane
Sarah Kane (* 3. Februar 1971 in Brentwood (Essex); † 20. Februar 1999 in London) war eine britische Dramatikerin und Regisseurin. 
Sie schrieb zwischen 1995 und 1999 fünf Stücke, Zerbombt, Phaidras Liebe, Gesäubert, Gier und 4.48 Psychose. Kane führte bei Produktionen der Gruppe Paines Plough am Gate Theatre in London bei eigenen und fremden Stücken Regie.

## Leben
Sarah Kanes Eltern waren Journalisten und sehr religiös. Kane absolvierte ein Studium der Theaterwissenschaft und des szenischen Schreibens an den Drama Departments der Universitäten Bristol und Birmingham. Im Januar 1995 fand am Londoner Royal Court Theatre die Uraufführung ihres ersten Stückes Zerbombt (Blasted) statt. Das Stück sorgte durch seine Thematik – zwischenmenschliche Beziehungen in Zeiten des Krieges – und die brutale Darstellungsweise für offene Kontroversen. Dem Skandal folgten jedoch europaweite Aufführungen des Stückes. Zerbombt gilt als eines der ersten Werke des In-Yer-Face-Theaters.
Im Mai 1996 inszenierte Kane am Gate Theatre in London ihr zweites Stück, Phaidras Liebe (Phaedra's Love). 1997 führte sie dort Regie in Woyzeck von Georg Büchner. Anschließend verfasste sie 1997 Gesäubert (Cleansed). Ebenfalls 1997 schrieb sie das Drehbuch zum Kurzfilm Skin, der vom britischen Channel 4 ausgestrahlt wurde.
Seit 1996 war Kane Hausautorin am Paines Plough Theatre in London, einer freien Theatergruppe, die ausschließlich neue Stücke in Lesungen vorstellte und produzierte. In dieser Funktion schrieb sie 1998 Gier (Crave). Bei der ersten Lesung im Bridewell Theatre verwendete sie das Pseudonym Marie Kelvedon. Im selben Jahr wurde das Stück im Rahmen des Edinburgh Festivals am Traverse Theatre uraufgeführt. Im Herbst/Winter 1998/99 entstand Kanes letztes Stück 4.48 Psychose (4.48 Psychosis), dessen Manuskript sie kurz vor ihrem Tod im Februar 1999 dem Verleger übergab. Im Juni 2000 wurde es posthum am Royal Court Jerwood Theatre Upstairs uraufgeführt. Es stellt den Höhepunkt in Kanes Schreiben dar, was Fragmentierung, Aufbrechen klarer Perspektiven oder Rollen und Poesie betrifft.
Kane litt unter depressiven Schüben, die im Sommer 1998 wesentlich stärker wurden, weshalb sie sich immer häufiger zur Behandlung in Kliniken begeben musste. Am 20. Februar 1999 beging  sie im Alter von 28 Jahren Suizid.

## Literarisches und dramatisches Schaffen
Alle fünf Stücke von Sarah Kane beschäftigen sich mit dem Thema Liebe in Zeiten der Zerstörung, der gegenseitigen Manipulation und der Abhängigkeit. Ihr durch ihr kurzes Leben begrenztes Gesamtwerk gehört zum Kontroversesten, das die skandalträchtige englische Theaterszene in den 1990er Jahren geprägt hat. Trotz der schonungslosen unverhüllten Darstellung physischer und psychischer Brutalität oder Grausamkeit mit einer gleichzeitigen Tendenz zu einer gewaltsamen Bühnensprache unterscheidet sich das schmale Œuvre Sarah Kanes dennoch nicht zuletzt aufgrund seiner dramatischen und literarischen Breite von dem anderer Dramatiker oder Autoren ihrer Zeit.
So wurde Kanes Werk ebenso von der Popkultur des ausgehenden 20. Jahrhunderts inspiriert wie von biblischen oder mythologischen Motiven. Zu ihren bedeutenden dramatischen Vorbildern zählten gleichermaßen Samuel Beckett, Harold Pinter, Edward Bond und Dennis Potter.
Trotz aller Brutalität verdeutlichen Kanes Stücke immer wieder den Triumph der Liebe und Menschlichkeit, teils in einer nahezu naiven, jedoch anrührenden Form. Ihr nur bedingt ironischer Optimismus angesichts der von ihr thematisierten Gewalt und Perversionen der Macht wurde von den Rezipienten ihrer Werke oftmals als problematisch betrachtet und erklärt wohl auch die Verunsicherung der Rezensenten und Literaturkritiker sowohl in der konservativen wie auch der liberalen englischen Presse. So wurde teilweise bereits ihr erstes Stück Blasted unmittelbar nach der Uraufführung als „disgusting feast of filfth“, als „ekelhaftes Gelage des Schmutzes“ angeprangert. Im Unterschied zu anderen Autoren ihrer Generation wurde Kane zum Opfer einer offensichtlich organisierten publizistischen Diffamierungs- oder Denunzierungskampagne, gegen die sich sogar der renommierte englische Dramatiker Edward Bond zu ihrer Verteidigung vehement einzuschreiten verpflichtet fühlte.
In Deutschland wurde Sarah Kanes Werk demgegenüber bereits seit ihrem Debüt positiv, wenn nicht sogar enthusiastisch aufgenommen. Peter Zadek inszenierte sowohl ihr Erstlingswerk Blasted  als auch ihr drittes Stück Cleansed 1998 im Deutschen Schauspielhaus in Hamburg, während die englische Kritik erst nach ihrem Suizid ihr Werk zu schätzen begann. Katrin Bettina Müller schreibt über die deutsche Textausgabe ihrer Stücke: „Alles, was Kane an Brutalität, Rassismus und Pornografie aufbringt, zielt darauf, den Panzer so schnell wie möglich zu durchbrechen und im Schmerz Nähe zu erzeugen. Verletzend ist die Knappheit der Sprache: Wie Geschosse durchschlagen die Wörter jeden Wunsch nach Schutz.“

## Werke

### Zerbombt
Schon ihr erstes Stück Blasted, welches zunächst als Beziehungskonflikt in realistischer Umgebung beginnt, löst sich allmählich durch extreme Situationen auf. Die Personen werden durch die Verfremdung der Realität und symbolisches Geschehen immer tiefer in die abstrakte Wirklichkeit eines Krieges versetzt, bis sie zuletzt, in kurzen Momentaufnahmen auf ihre Instinkte reduziert, ein – wenn auch wenig hoffnungsvolles – Miteinander finden.
Dieses Auflösen gewohnter Strukturen, das Einbrechen surrealer Situationen und extremer Gewalt ermöglicht eine Ebene der Abstraktion, welche auch kleinste Elemente physischer und psychischer Gewalt in zwischenmenschlichen Verhältnissen deutlich macht und um globale Dimensionen erweitert. Symbolismus, Reduzierung und Abstraktion fungieren also in der Darstellung als Katalysator, der eine Verbindung von Trivialität und Extremen ermöglicht und aufzeigt.
Zerbombt behandelt die Abgründe der Beziehung zwischen den Protagonisten Ian und Cate, die sich in einem Hotelzimmer befinden. Ian vergewaltigt dort Cate, löst damit eine Kette der Gewalt aus. Er bekommt kurze Zeit später, sozusagen als Strafe, die Auswirkungen des Krieges, der zwischen den beiden Charakteren vorherrscht und der oberflächlich betrachtet von Ian ausgelöst wird, am eigenen Körper zu spüren; und zwar durch einen Soldaten, der plötzlich aus dem Nichts auftaucht, ihn zuerst vergewaltigt und ihm anschließend die Augen aussaugt.
Schließlich ist die Welt im Hotelzimmer ebenso zerstört wie die auf der Straße. Cate, die vor Ian flüchtete, kehrt am Ende des Stücks zu ihm zurück. Sie hat nicht vergessen, was er ihr angetan hat – sie sieht in ihm jedoch ein menschliches Wesen, das ihren Beistand benötigt. Cate kann aufgrund ihrer psychischen Prädisposition nichts anderes tun, als ihr eigenes Leben an das von Ian zu ketten; sie ist eine (klinische) Masochistin und er ihr Pendant, ein (klinischer) Sadist. Das Stück endet damit, dass Cate Ian zu essen gibt, und er sich bedankt, was durchaus eine Pointe darstellt, da es wohl die einzige „gelungene“ Kommunikation des Paares in dem Stück ist. 
Beim Erscheinen wurde das Stück auch wegen seiner Brutalität zum Teil heftig kritisiert (so z. B. in den Zeitungen Daily Mail, The Sunday Telegraph, The Spectator). Heute gilt das Stück sowohl in seiner Radikalität als auch in seiner minimalistischen Sprache sowie in der gelungenen Verknüpfung der psychologischen Dimension (die Paarbeziehung) mit der politischen Dimension (der Krieg) als wegweisend für die englische Theaterszene der 90er Jahre. Den zweiten Teil des Stückes, den Einbruch des großen Krieges in den kleinen privaten Krieg, war in einer früheren Version des Stückes, die Sarah Kane 1993 mit Studenten aufführte, kein Teil des Stückes und wurde von ihr unter dem Eindruck der Bilder des Bosnienkrieges im ehemaligen Jugoslawien geschrieben.

### Phaidras Liebe
Das Stück wurde 1996 als Auftragswerk für das Londoner Gate Theater geschrieben und von der Autorin selbst inszeniert. Phaidras Liebe dekonstruiert den antiken Phaidra-Mythos und zeigt die hoffnungslose Liebe einer Königin zu ihrem sex- und esssüchtigen lethargischen Stiefsohn. Kane geht von Senecas Version des Phaidra-Stoffes aus und gibt an, weder die Fassung von Euripides noch von Racine gelesen zu haben.
Phaidra liebt ihren Stiefsohn Hippolytos, dessen Leben aus Essen, Fernsehen, Sex und Masturbation besteht. Kane verkehrt den Reinheitsgedanken, den Senecas Hippolytus in sich trägt, in sein Gegenteil und beschreibt Hippolytus als gescheiterte Existenz, dessen einziger Wert die Wahrheit ist. Indem er diesem Wahrheitsgedanken verhaftet bleibt, ist auch er in gewissem Sinne eine reine Gestalt. Nach dem sexuellen Kontakt zwischen Phaidra und Hippolytus begeht diese Selbstmord und verbreitet vorher noch das Gerücht, Hippolytus habe sie vergewaltigt. Hippolytus will sich nicht verteidigen und wird so vom aufgebrachten Mob ermordet. Durch die explizite Gewaltdarstellung der letzten Szene kehrt Kane die Konvention der klassischen Tragödie, alles im Off passieren zu lassen, ins Gegenteil.

### Gesäubert
Gesäubert zeigt die Insassen einer Institution, die von Tinker, einem Psychiater bzw. Folterer kontrolliert werden. Kane lässt offen, ob es sich tatsächlich um eine psychiatrische Klinik handelt (laut Regieanweisung spielt das Stück an einer Universität, was in den Dialogen allerdings nicht thematisiert wird). Jeder Insasse ist in einen anderen verliebt, und Tinker treibt mit Mitteln der Manipulation jeden an die Grenzen der Liebe. 
Das Stück thematisiert die Frage, was das Höchste ist, das ein Liebender dem anderen ehrlicherweise versprechen kann. Tinker fügt in Experimenten den anderen Schmerzen bis hin zur Verstümmelung zu, um herauszufinden, welche Macht die Liebe über sie hat. Schließlich sind die Insassen verstümmelt und tragen jeweils Gliedmaßen, Haut oder Kleidung des jeweils anderen am Körper – es kommt also zu einer Aufgabe des Selbst, zur Transzendierung.

### Gier
Gier war das erste Stück Kanes, das den Bruch der Identitäten und Rollen wagte. Es treten vier Stimmen auf – A, B, C und M – die ohne erkennbaren Zusammenhang sprechen und diese Fragmente doch aneinander adressieren. Kanes Sprache erlebt eine sehr dichte Bildhaftigkeit und Poesie. Auch sind autobiographische Züge zu erkennen – die sehr detaillierte Liebeserklärung von A an eine nicht benannte Person ist voller Einzelheiten und Begebenheiten, die den Eindruck von Wahrhaftigkeit erwecken. Noch stärker als die autobiographischen Element sind allerdings die postmodernen Zitate aus u. a. Shakespeare, T. S. Eliot, der Bibel und Samuel Beckett. Dadurch wird Sprache als Mittel der Kommunikation dekonstruiert. Alles, was bleibt, sind leere Worte. Alle Stimmen artikulieren ihre jeweiligen starken Begierden nach Lösung und Rettung – dabei bleibt offen, ob diese durch Liebe oder durch den Tod erfolgen können.

### 4.48 Psychose
4.48 Psychose benennt im Titel den Moment der größten Klarheit; während ihrer depressiven Schübe wachte Kane jeden Morgen um 4:48 Uhr auf und war, von Medikamenten unbeeinflusst, fähig zu klarem Denken. Gleichzeitig ist dieser Moment der mit dem größten psychotischen Anteil; in der Klarheit liegt also Wahn. Die Festlegung auf den genauen Zeitpunkt 4:48 mag hier ein künstlerisches Mittel sein, allerdings ist das „morgendliche Früherwachen“ gegen vier oder fünf Uhr ein bekanntes Phänomen einer Depression.
Das Stück ist eine Aneinanderreihung von Monologen, Wort- und Zahlenketten und vermeintlichen Dialogen, allerdings ohne handelnde Personen (dramatis personae). In den Texten wird jedoch deutlich, dass Kane ihre eigenen Erfahrungen während der Depression und der Klinikaufenthalte beschreibt. Dennoch ist 4.48 Psychose nicht nur ein autobiographisches Werk. Vielmehr bildet es einen weiteren Schritt in der Konstruktion von Kanes Werken: vom Bürgerkrieg zum Krieg einer Familie, eines Paares, eines Individuums und schließlich des Bewusstseins.

### Skin
Skin, ein elfminütiger Kurzfilm, war das einzige Werk, das Kane für das Fernsehen produzierte. Dieses Medium blieb ihr zeitlebens suspekt, da sie der Meinung war, dass die Bilder, die sie durch ihre Stücke erzeugen wollte, dort nicht zu ihrer vollen Wirkung kommen könnten. Ein weiterer Versuch eines Films über eine an Anorexie leidende Frau scheiterte an Kanes Wunsch, dass die Bilder nur aus der Sichtweise der Protagonistin gezeigt werden sollten. Kein TV-Sender wollte sich darauf einlassen, lediglich Fragmente der handelnden Figur zu zeigen.

## Form
Kane äußerte sich zur Form ihrer Stücke wie folgt: “My plays certainly exist within a theatrical tradition, though not many people would agree with that. I'm at the extreme end of the theatrical tradition.” Sarah Kanes Stücke weisen eine große Entwicklung auf. Während Zerbombt und Phaidras Liebe als naturalistisch gelten und dies durch ihre klaren, realitätsbezogenen Regieanweisungen auch sind, entfernt sich Kane danach immer mehr von einer definierten und spielbaren Form. Regieanweisungen treten an die Grenze des machbaren – so lautet in Gesäubert eine, dass Ratten die Füße eines der Protagonisten wegtragen. 
Kane stellte ihren Werken allerdings immer die Bemerkung voran, dass Regieanweisungen denselben Stellenwert wie gesprochener Text haben sollen. Dass Regisseure bei der Inszenierung der Stücke dennoch immer wieder an Grenzen der Umsetzung gelangen, liegt bei der fragmentierten und gleichzeitig extremen Beschreibung auf der Hand. Sie stellt somit durch die Themen wie auch die Form ihrer Stücke Forderungen, ohne Lösungen bereitzuhalten.

## Kritik
Sarah Kane selbst gab sich gegenüber der Rezeption ihrer Stücke gleichgültig: „The one thing I don’t think is the responsibility of playwrights is telling people what to think about the play afterwards.“ Ihre Stücke lösten heftige Kontroversen aus und wurden gleichzeitig mit Preisen bedacht. So bekam Kane in Deutschland zweimal, 1999 und 2000, den Preis für die beste ausländische Theaterautorin. Sie wurde von Kritikern zum Flaggschiff einer Bewegung gemacht, die es ihr zufolge nicht gab. 
Trotz gewisser Gemeinsamkeiten mit anderen Dramatikern ihrer Zeit, wie etwa Mark Ravenhill, Joe Penhall oder Jez Butterworth, die man mit Begriffen wie In-yer-face Theatre, new brutalism oder theatre of urban ennui zu beschreiben versuchte, unterscheidet sich ihr Werk in vielen Punkten von dem ihrer Zeitgenossen. Es sind Rückbezüge zu William Shakespeare, Georg Büchner, Beckett, Howard Barker, Howard Brenton und Edward Bond feststellbar.